# Bachivillers
Bachivillers korábbi község Franciaországban, Oise megyében. Lakosainak száma 546 fő (2018. január 1.). Bachivillers Boissy-le-Bois, Fleury, Fresneaux-Montchevreuil, Fresne-Léguillon, Hardivillers-en-Vexin, Jouy-sous-Thelle, Le Mesnil-Théribus és Senots községekkel határos.
2019. január 1-jén Fresneaux-Montchevreuil korábbi községgel egyesült és az így létrejött Montchevreuil új község része lett.

## Népesség
A település népességének változása:
| Lakosok száma | 460  | 478  | 509  | 523  | 546  |
|               | 2013 | 2015 | 2016 | 2017 | 2018 |